# Magdeburger Telemann-Festtage
Die Magdeburger Telemann-Festtage sind seit 1990 im zweijährlichen Turnus im Rahmen der Musikfeste Sachsen-Anhalt veranstaltete Festtage zu Ehren des Magdeburger Komponisten Georg Philipp Telemann.
Die Magdeburger Telemann-Festtage wurden 1962 vom Arbeitskreis Georg Philipp Telemann und dem Deutschen Kulturbund erstmals veranstaltet. Seit 1967, den 3. Festtagen, richtet der Arbeitskreis zusammen mit der Stadt Magdeburg die Veranstaltungen aus. Die meist um Telemanns Geburtstag, dem 14. März, stattfindenden Festtage wurden bis 1990 unregelmäßig zugetragen (1962, 1965, 1967, 1970, 1973, 1977, 1981, 1984, 1987) und wechselten mehrmals den Namen (1981: Telemann-Ehrung der DDR, von 1984: Telemann-Festtage der DDR, seit 1992 Magdeburger Telemann-Festtage).
Das Programm der Telemann-Festtage besteht aus Aufführungen und Interpretationen von Werken des Komponisten. Ein weiterer Bestandteil der Festtage gilt der Musikwissenschaft. In diesem Zusammenhang sind zu nennen: die Internationalen Wissenschaftlichen Konferenzen, die seit 1996 veranstaltete Telemann-Akademien für Musikstudierende und junge Musiker sowie die Opernakademie "Georg Philipp Telemann: Der geduldige Socrates". 2016 wurden Telemanns verschollene Zwölf Fantasien für Viola da Gamba solo zum ersten Mal nach ihrer Wiederentdeckung aufgeführt.